# Stazione di Yanokuchi
La stazione di Yanokuchi (矢野口駅?, Yanokuchi-eki) è una stazione ferroviaria della città di Inagi, nell'area suburbana di Tokyo, in Giappone, che serve la linea Nambu della JR East.

## Linee
East Japan Railway Company
■ Linea Nambu

## Struttura
La stazione è realizzata in viadotto con un marciapiede a isola centrale e due binari passanti. Sono presenti ascensori, servizi igienici e tornelli automatici con supporto alla biglietteria elettronica Suica.
| 1 | ■ Linea Nambu |  | per Musashi-Mizonokuchi, Musashi-Kosugi, Shitte e Kawasaki |  |
| 2 | ■ Linea Nambu |  | per Fuchū-Hommachi e Tachikawa                             |  |

## Stazioni adiacenti
| «            | Servizio      | »              |
| Linea Nambu  | Linea Nambu   | Linea Nambu    |
| ------------ | ------------- | -------------- |
| Inadazutsumi | Locale Rapido | Inagi-Naganuma |